# Шелкрипен
Шелкрипен (њем. Schöllkrippen) град је у њемачкој савезној држави Баварска. Једно је од 32 општинска средишта округа Ашафенбург. Према процјени из 2010. у граду је живјело 3.855 становника. Посједује регионалну шифру (AGS) 9671152.

## Географски и демографски подаци
Шелкрипен се налази у савезној држави Баварска у округу Ашафенбург. Град се налази на надморској висини од 206 метара. Површина општине износи 12,6 km². У самом граду је, према процјени из 2010. године, живјело 3.855 становника. Просјечна густина становништва износи 305 становника/km².